# Arnaldo Pomodoro

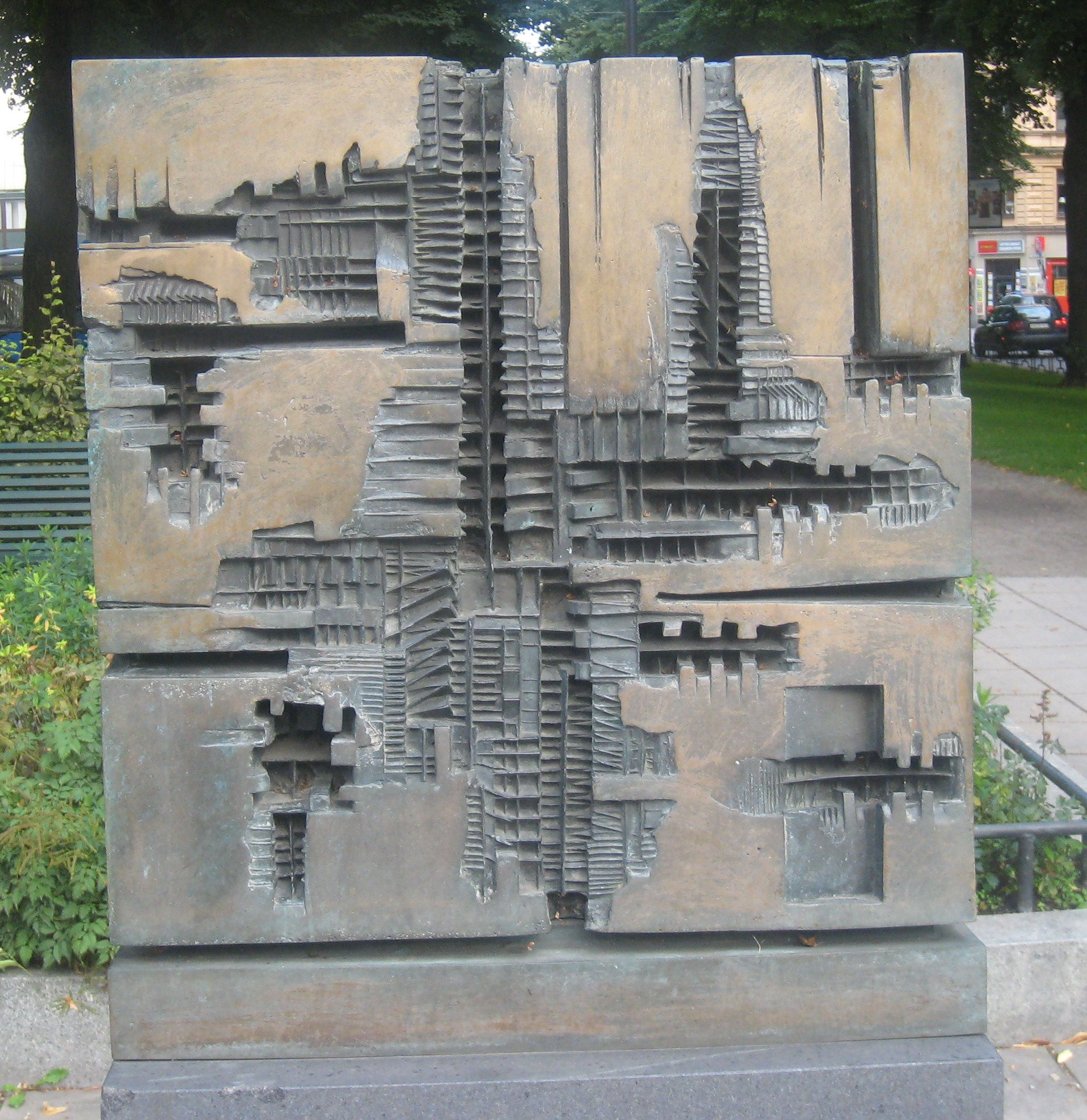
Scaola på Karlavägen i Stockholm

Arnaldo Pomodoro, född 23 juni 1926 i Morciano, Emilia-Romagna, död 22 juni 2025 i Milano, Lombardiet, var en italiensk skulptör och scenograf.

## Biografi
Arnaldo Pomodoro var mellan mitten av 1940-talet och 1957 rådgivare för restaureringen av offentliga byggnader i Pesaro, samtidigt som han studerade formgivning och arbetade som guldsmed. År 1954 flyttade han till Milano och mötter där konstnärer som Enrico Baj, Sergio Dangelo och Lucio Fontana. Han hade sina första separatutställningar samma år i Galleria Numero i Florens och Galleria Montenapoleone i Milano.
År 1956 besökte Alberto Pomodoro New York och 1958 reste han runt i Europa. I Paris mötte han då Alberto Giacometti och Georges Mathieu. Han var medgrundare till den italienska Continuitàgruppen 1961-62. År 1964 och 1988 deltog han på Venedigbiennalen. Han har i sin skulptur arbetat med grundläggande geometriska former som kuben, pyramiden, sfären och den cirkulära skivan.
Alberto Pomodoro grundade 1999 Fondazione Arnaldo Pomodoro i Milano, ett centrum för att dokumentera och arkivera Pomodors verk.

## Verk i urval
- Grande Disco i Darmstadt i Tyskland, 1973
- skulptur på Urbinos kyrkogård, 1975
- Triade i Lugano i Schweiz, 1976
- skulptur på torget vid Amalienborg i Köpenhamn, 1982-83
- skulptur på fästningen Belvedere i Florens, 1984
- Sfera con sfera i Cortile della Pigna i Vatikanstaten, 1989-90
- skulptur på United Nations Plaza i New York, 1996
- Scaola på Karlavägen i Stockholm

## Fotogalleri

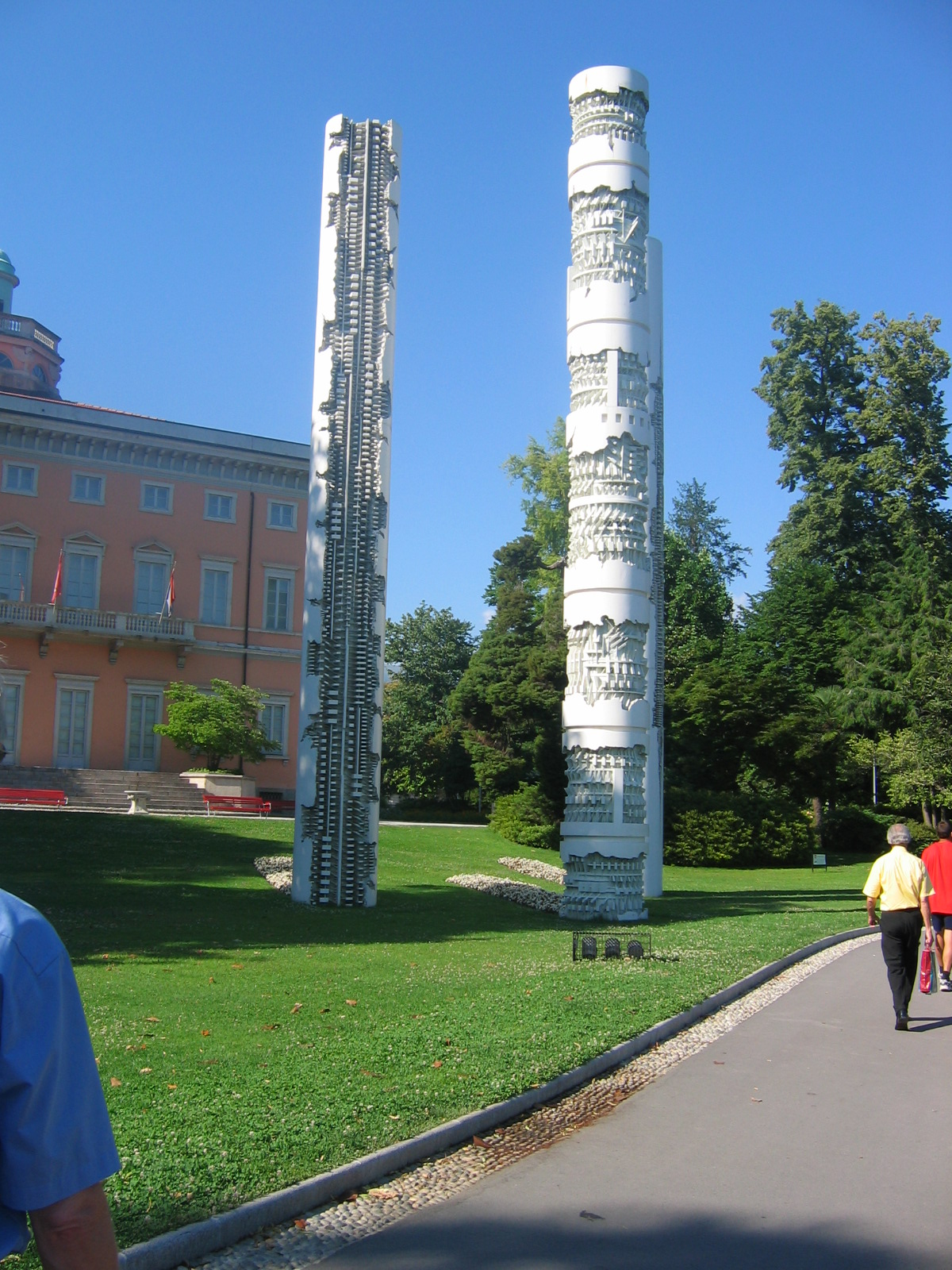
Triade, 1976, i Lugano i Schweiz
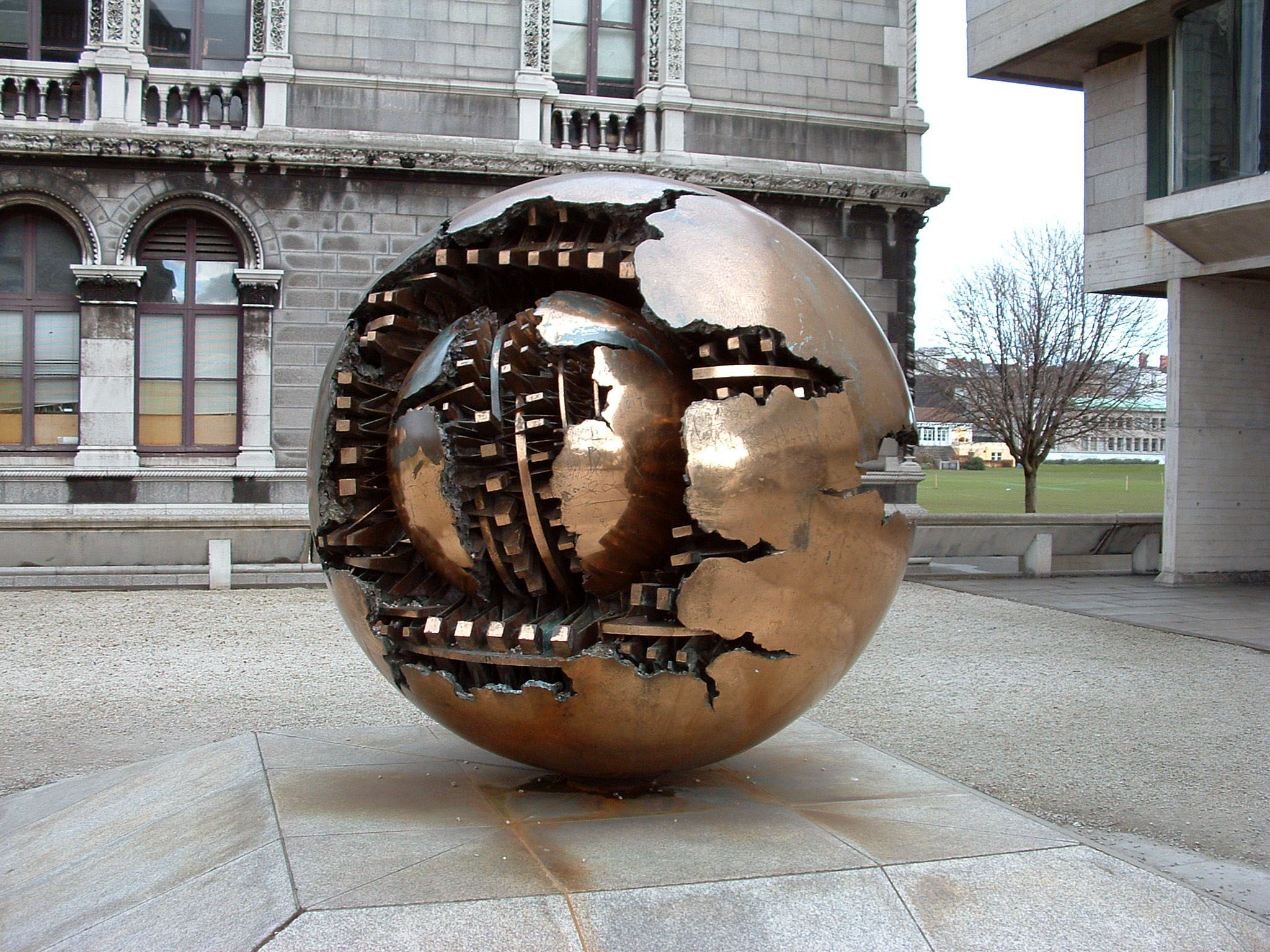
Sphere Within Sphere by Pomodoro in Trinity College, Dublin
En av fyra kolonner i Amaliehaven i Köpenhamn
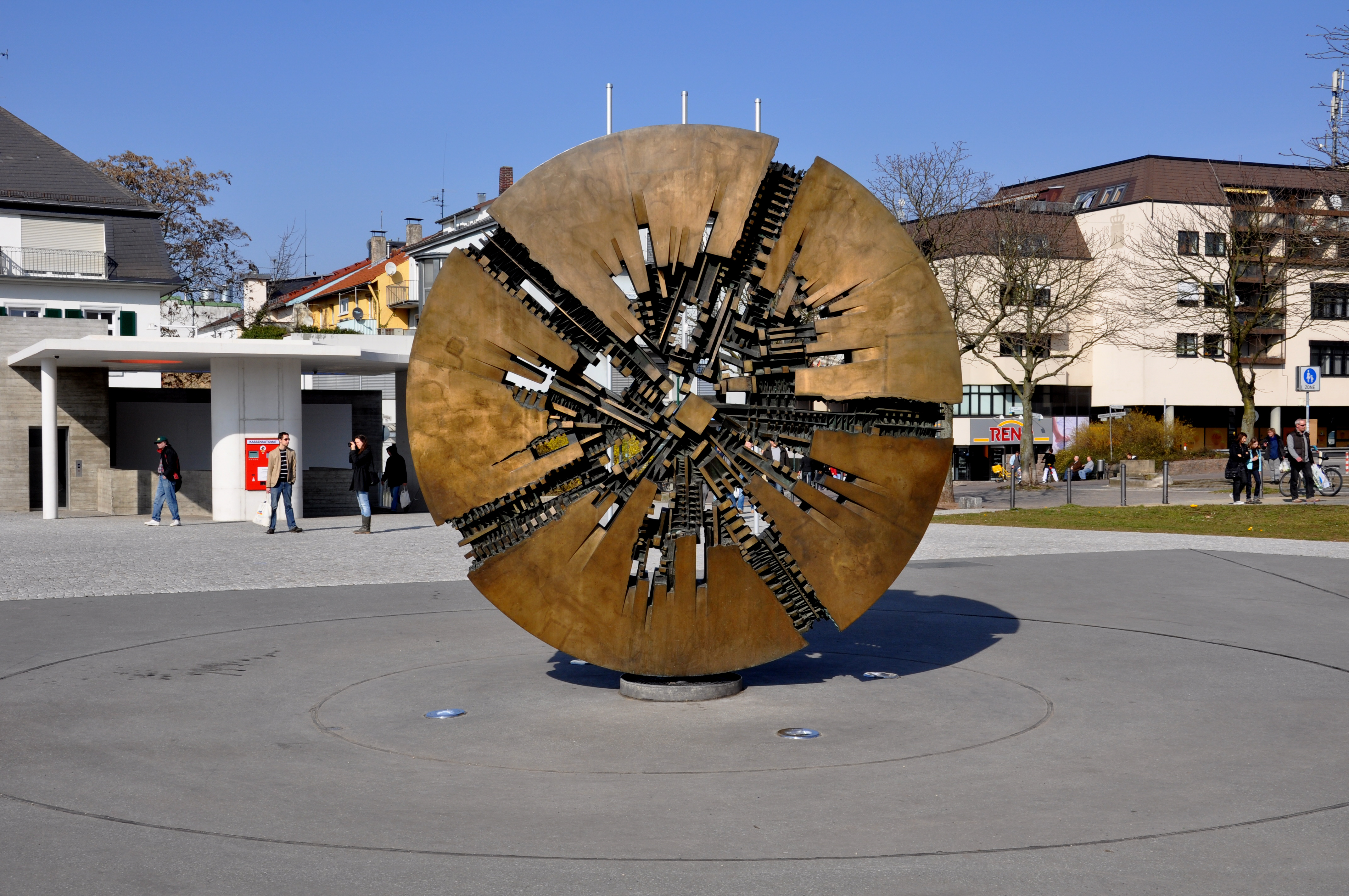
Grande Disco i Darmstadt i Tyskland
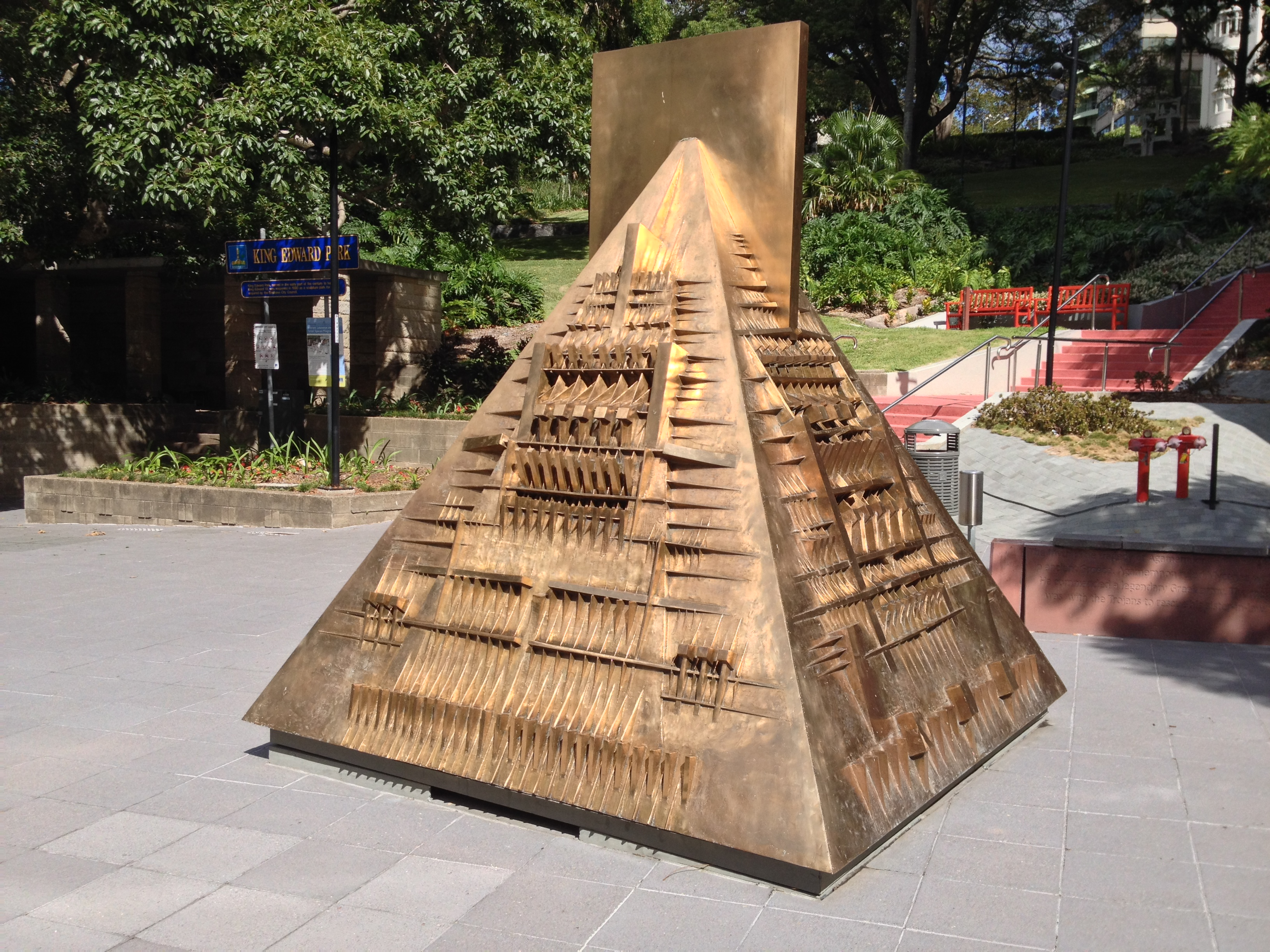
Forme del Mito, Turbot Stret i Brisbane i Australien
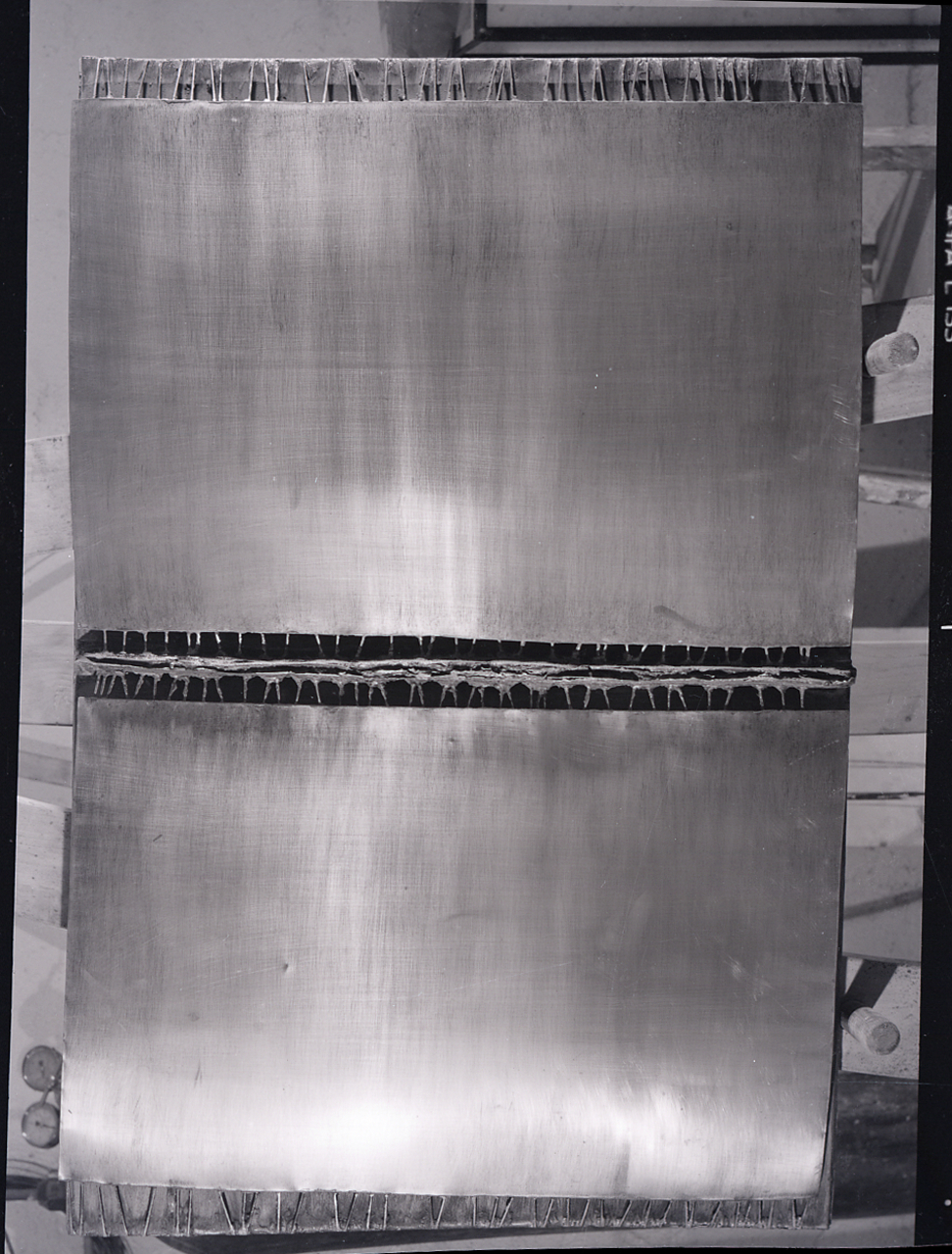
Arnoldo Pomodoro, 1965 Rom